# Bolla pontificia

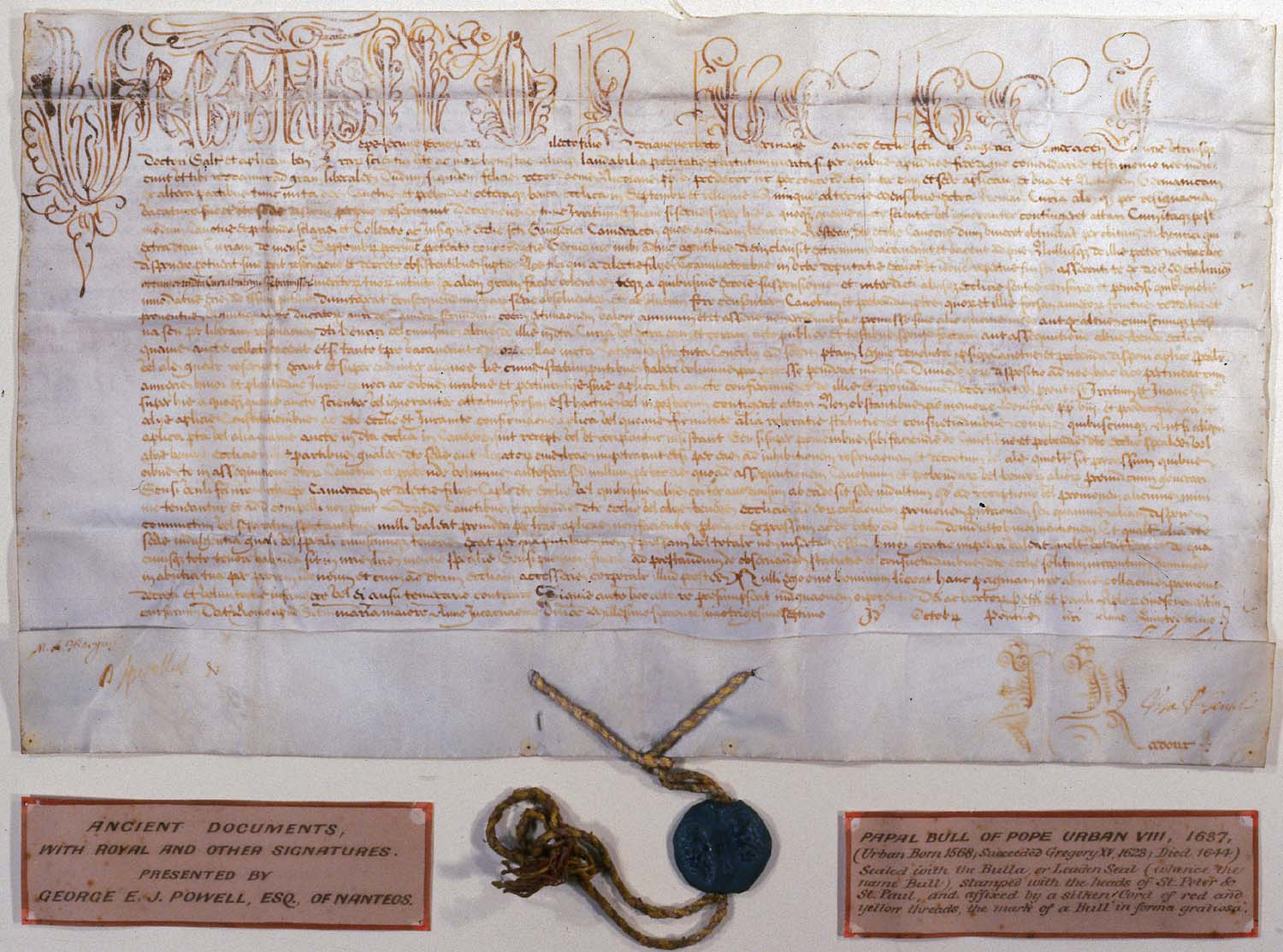
Bolla di papa Urbano VIII del 1637

La bolla pontificia o bolla papale (in latino bulla apostolica o bulla pontificalis o anche bulla papalis) è un documento papale ufficiale, in forma scritta, emanata dalla Curia romana con il sigillo del papa. 
Il termine deriva dal latino bulla che fa riferimento all'aspetto del sigillo ed era usato, già prima del XV secolo, per descrivere ogni decreto (forma solenne) o lettera (forma semplice) che fosse stato emanato dal pontefice.

## Storia
La sua produzione prende avvio progressivamente nel periodo tardo antico e nell'Alto Medioevo, ma s'intensifica poi in maniera esplosiva nei secoli XIV – XV. Nel tardo XV secolo il termine diviene di uso ufficiale e viene istituito il "Registro delle bolle" (in latino, Registrum bullarum): in media si producono in un anno tanti documenti, non solo bolle, ma anche brevi, quanti ne erano stati prodotti nell'intero primo millennio di storia della Chiesa cattolica.

## Caratteristiche
Il testo della bolla poteva iniziare con un solo rigo redatto a grandi lettere (litterae elongatae). In esso in genere sono contenuti due elementi: il nome del papa (senza il numerale: quindi Pius e non Pius IX), il titolo del papa, episcopus (vescovo) seguito dalla formula humilitatis che suona servus servorum Dei (servo dei servi di Dio"). La prima frase (l'incipit), spesso una citazione biblica, in tempi recenti ha spesso indicato il documento stesso (come esempio, di un'enciclica, citiamo: Rerum novarum). 
Il corpo del testo non ha alcun formato speciale e spesso ha un'impostazione molto semplice. La parte conclusiva contiene in genere una datatio in cui venivano indicati il luogo in cui il documento era stato scritto, il giorno, il mese e l'anno del pontificato del papa. Seguono le firme ed infine il sigillo. Nelle trascrizioni si trova la sigla L.P. (locum plumbi). Fino al pontificato di papa Leone XIII la datazione era differente da quella degli altri documenti pontifici: era fatta secondo i giorni del calendario romano antico e con lo stile dell'Incarnazione. Con papa Pio X anche le bolle hanno adottato la datazione con il calendario gregoriano e l'anno con lo stile della Natività. 
Il papa, per le bolle più solenni, usava firmare (almeno in parte) il documento di proprio pugno: in questo caso allora veniva usata la formula Ego [nome] Catholicae Ecclesiae Episcopus ("Io, [nome] Vescovo della Chiesa cattolica"). Alla firma del papa in questo caso seguivano alcuni segni di corroborazione (rota e benevalete), le firme dei testimoni e poi in ultimo il sigillo. Attualmente, un membro della Curia romana firma il documento a nome del papa, in genere il cardinale segretario di Stato.

### Contenuto
In termini di contenuti, la bolla è semplicemente il formato in cui si presenta un decreto papale; può contenere qualsiasi argomento, ed infatti molte così erano e sono, inclusi decreti statutari, nomine di vescovi, dispense, scomuniche, costituzioni apostoliche, canonizzazioni e convocazioni. 
La bolla era il formato di lettera esclusivo della Santa Sede fino al XV secolo, quando cominciò ad apparire il breve apostolico, il documento meno solenne che era autenticato da uno stampo di cera (attualmente uno stampo di inchiostro rosso) raffigurante l'anello del pescatore. Non vi è mai stata una distinzione esatta tra la bolla e il breve, oggigiorno però la maggior parte delle lettere, incluse le encicliche papali, sono emanate come brevi.
Attualmente, la bolla è una comunicazione scritta in cui il papa si definisce episcopus servus servorum Dei.

### Sigillo
La caratteristica più peculiare della bolla era il sigillo metallico, la bulla, il cui termine è poi passato ad indicare l'intero documento. Il più antico esemplare pervenuto di sigillo, seppur staccato dal proprio documento, è una bolla di papa Giovanni III (561-574). «Si può dunque pensare che la bollatura degli atti pontifici sia nata contemporaneamente a quella degli atti imperiali di età giustinianea».
Il sigillo era generalmente di piombo, ma in occasioni molto solenni veniva usato l'oro. Il sigillo rappresentava i fondatori della Chiesa di Roma, gli apostoli Pietro e Paolo, identificati. Il nome del papa che emanava la bolla veniva scritto nel retro. Il sigillo veniva applicato al documento o mediante cordicelle di canapa (nel caso si trattasse di lettere di giustizia ed esecutorie) oppure seta in porpora e oro (nel caso di lettere di grazia) annodate attraverso piccole aperture nel documento stesso. 
Fin dal tardo XVIII secolo il sigillo di piombo è stato sostituito da un timbro di inchiostro rosso dei Santi Pietro e Paolo con il nome del papa regnante circondante l'immagine, anche se lettere molto formali, quali per esempio la bolla di papa Giovanni XXIII che convocava il Concilio Vaticano II, ancora portano il sigillo di piombo.
Si sono conservate bolle papali in forma originale solo posteriori all'XI secolo, quando avvenne la transizione dal fragile papiro alle più durature pergamene. Non è stata rinvenuta integra in originale nessuna bolla precedente l'819, ma si sono conservati alcuni sigilli originali di piombo risalenti al VI secolo.